# Kerava
Kerava (in svedese Kervo) è una città finlandese di 37676 abitanti, situata nella regione dell'Uusimaa.

## Società

### Lingue e dialetti
Il finlandese è l'unica lingua ufficiale di Kerava.
| %     | Ripartizione linguistica (gruppi principali) |
| ----- | -------------------------------------------- |
| 1,1%  | madrelingua svedese                          |
| 92,3% | madrelingua finlandese                       |